# 羽角蚜蝇属
羽角蚜蝇属（学名：Plumantenna）是食蚜蝇科下的一个属。

## 下属物种
本属包括以下物种：
- 海南羽角蚜蝇 Plumantenna hainanensis [1]